# Endesa Brasil
A Endesa Brasil foi uma holding do setor elétrico, criada em 2005, que mantém ativos nos estados do Rio de Janeiro (Ampla), Ceará (Coelce e Endesa Fortaleza), Goiás (Endesa Cachoeira) e Rio Grande do Sul (Endesa Cien). A Endesa é controlada pela italiana Enel, quinta maior empresa de energia elétrica do mundo. A distribuição de energia elétrica da empresa atende a aproximadamente 15 milhões de clientes, sendo 5,7 milhões nos estados do Rio de Janeiro e do Ceará. Em 2 de junho de 2015 a Endesa Brasil passou a se chamar Enel Brasil.

## Projetos Sociais
Em toda a sua área de concessão, a Endesa Brasil apoia e desenvolve programas de educação, saúde, criação de renda e democratização do acesso à cultura própria de cada comunidade. Os programas buscam minimizar os efeitos da atuação das empresas e qualificar sua operações, com ações e campanhas de conscientização para o acesso seguro à energia, além de estimular a inclusão social da população de baixo poder aquisitivo por meio do acesso formal à rede elétrica.

## Clima Laboral
A Endesa Brasil possui, aproximadamente, 17.731 colaboradores, sendo 2.731 próprios, 14.525 parceiros, 390 estagiários e 85 jovens-aprendizes e suas empresas contam com grande reconhecimento externo. No ano de 2008, Ampla e Coelce foram incluídas no ranking das 150 melhores Empresas para Trabalhar do Guia Exame-Você S.A., além de estarem presentes entre as 100 Melhores Empresas para se trabalhar no Brasil, pesquisa feita pela revista Época e pelo instituto Great Place to Work.

## Inovação
O sistema de medição eletrônica da Ampla foi considerado umas das inovações mais significativas da última década, resultado obtido pela revista Exame e pela consultoria Monitor.

### Cidade Inteligente Búzios
Em 21 de novembro de 2012, a Endesa Brasil inaugurou o Centro de Monitoramento e Pesquisa da primeira cidade inteligente da América Latina. A Cidade Inteligente Búzios, localizada no município de Armação dos Búzios, no estado de Rio de Janeiro, está projetada para ser referência em aplicações e tecnologias de redes inteligentes e consumo eficiente de energia elétrica. O investimento na Cidade Inteligente Búzios, nos três anos de implementação, é de R$ 40 milhões.

## Prêmios
Em 2012, a Coelce foi eleita, pelo quarto ano consecutivo, a melhor distribuidora de energia elétrica do Brasil.
Em 2008, o projeto Ecoelce, que troca materiais reciclados por descontos na conta de luz, foi um dos dez ganhadores do prêmio World Business and Development Awards (WBDA), promovido pela ONU, que reconhece a contribuição das empresas do setor privado para atingir os Objetivos de Desenvolvimento do Milênio.